# Kayser-Fleischerring

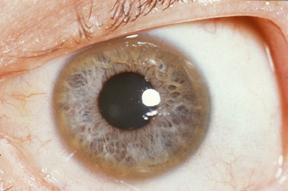
Kayser-Fleischerring in een 32-jarige patiënt

De Kayser-Fleischerring is een ring om de iris van het oog die ontstaat door een koperophoping in het lichaam. Het voorkomen van zo'n ring kan een symptoom zijn van de ziekte van Wilson. De ring wordt vernoemd naar Dr. Bernhard Kayser en Dr. Bruno Fleischer, de twee Duitse artsen die de ring als eersten in 1902 en 1903 beschreven.